# Paulo Alberi
Paolo Alberi (também Paolo Albero) foi um prelado católico romano que serviu como arcebispo de Dubrovnik de 1588 a 1591.

## Biografia
Em 22 de agosto de 1588, Paolo Alberi foi nomeado durante o papado de Sisto V como Arcebispo de Dubrovnik, onde serviu até àsua morte a 31 de julho de 1591.

## Sucessão episcopal
Enquanto bispo, foi o co-consagrador principal de:
- Aurelio Novarini, (1591);
- Ascanio Libertano, (1591);
- Marcello Crescenzi, (1591);
- Fabio Tempestivi, (1602);
- Camillo Olario, (1602);
- Laudivio Zacchia, (1605);
- Diomede Carafa, (1605); e
- Giulio Sansedoni, (1606).